# Клајн Бенебек
Клајн Бенебек (њем. Klein Bennebek) општина је у њемачкој савезној држави Шлезвиг-Холштајн. Једно је од 134 општинска средишта округа Шлезвиг-Фленсбург. Према процјени из 2010. у општини је живјело 571 становника. Посједује регионалну шифру (AGS) 1059050.

## Географски и демографски подаци
Клајн Бенебек се налази у савезној држави Шлезвиг-Холштајн у округу Шлезвиг-Фленсбург. Општина се налази на надморској висини од 9 метара. Површина општине износи 25,6 km². У самом мјесту је, према процјени из 2010. године, живјело 571 становника. Просјечна густина становништва износи 22 становника/km².